# Omari Forson
Omari Nathan Forson (Hammersmith, 20 juli 2004) is een Engels voetballer die bij voorkeur als vleugelspeler speelt. Hij speelt bij AC Monza.

## Clubcarrière
Forson tekende in 2021 zijn eerste profcontract bij Manchester United, waar hij doorstroomde uit de eigen jeugdopleiding. Op 1 februari 2024 debuteerde hij in de Premier League tegen Wolverhampton Wanderers. Onder de toenmalige trainer Erik ten Hag kwam Forson tot zeven duels in het eerste elftal. In juni 2024 tekende hij een per 1 juli 2024 ingaand contract bij het Italiaanse AC Monza.